# Bedřich Smetana Museum (Praag)
Het Bedřich Smetana Museum (Tsjechisch: Muzeum Bedřicha Smetany) is een museum met een archief in de Tsjechische hoofdstad Praag. Het is gewijd aan het leven en werk van de componist Bedřich Smetana (1824-1884).

## Collectie
Er wordt een collectie getoond met onder meer krantenknipsels, foto's, originele brieven en folders die dieper ingaan op het leven en werk van de componist. Daarnaast worden allerlei persoonlijke bezittingen uit zijn leven getoond. Van Smetana, die last had van doofheid, is ook zijn oorbotje bewaard gebleven. Ook is er de mogelijkheid om fragmenten van zijn muziek te beluisteren.

## Achtergrond
Het is sinds 1936 gesitueerd in de oude binnenstad in een woningblok naast de Karelsbrug aan de oever van rivier Moldau (Tsjechisch: Vltava). Dit pand was voorheen in gebruik door het Praagse waterbedrijf en is vormgegeven in renaissancestijl.
Het museum bevindt zich vooral op de begane grond en de archieven op de verdiepingen erboven. Daar is ook een onderzoekscentrum naar Smetana.

## Galerij

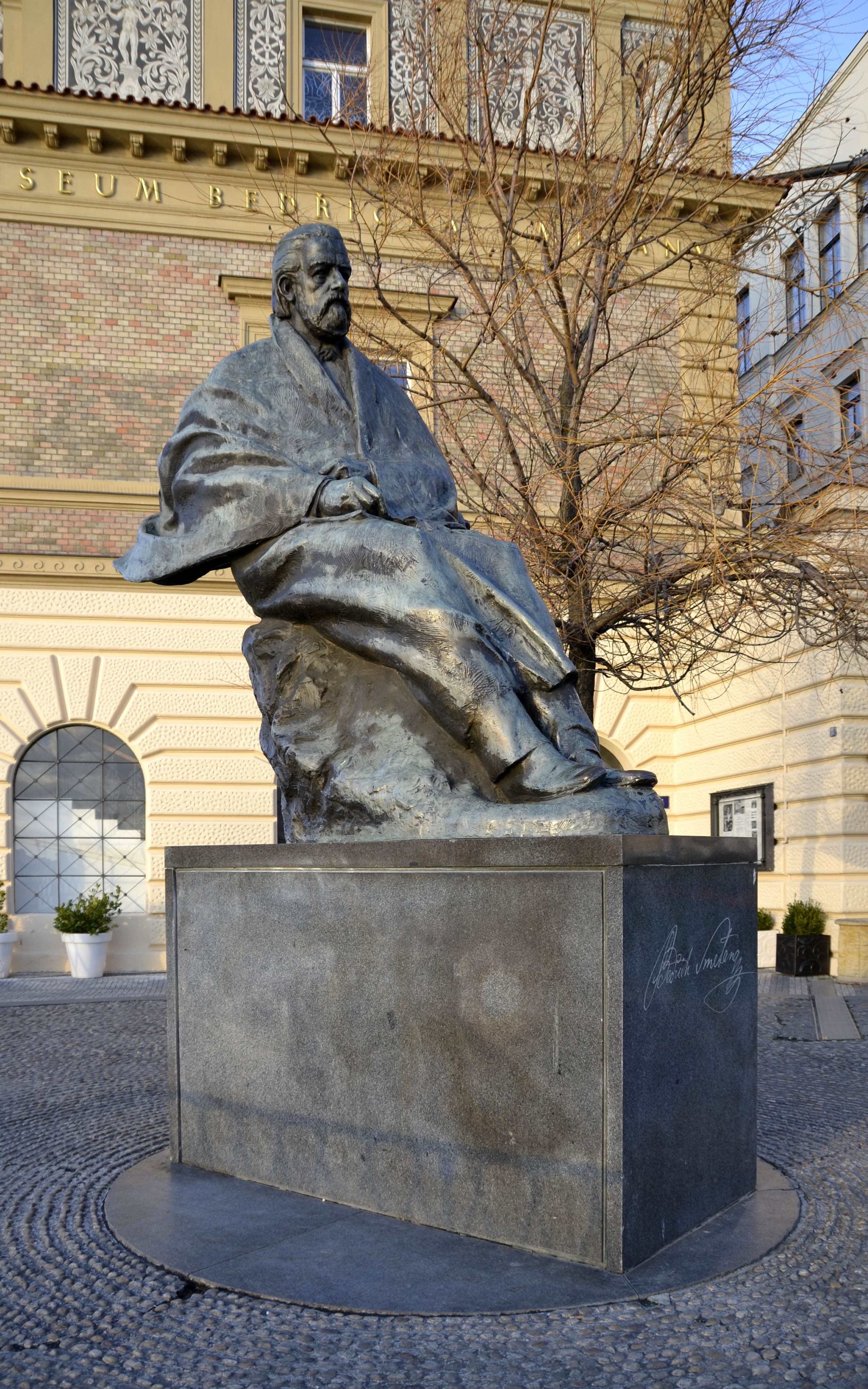
Monument van Smetana voor het museum